# Spaso-preobraženská katedrála (Nižnij Novgorod)
Spaso-preobraženský katedrála (katedrála Proměnění Spasitele, rusky Спасо-Преображенский собор), někdy též nazývaný Starojarmareční, je pravoslavný chrám ve stylu pozdního klasicismu v centru ruského Nižního Novgorodu. Spolu s chrámem svatého Alexandra Něvského (tzv. Novojarmarečním) jsou jedinými dochovanými sakrálními stavbami Nižněnovgorodského jarmarku.

## Historie
Roku 1816 byl do Nižního Novgorodu k ústí řeky Oky přenesen jeden z největších jarmarků Ruska. V souvislosti s tím došlo k výstavbě celé řady objektů, včetně několika křesťanských chrámů a mešity. Za projektem tohoto areálu stál ruský vojenský stavitel a inženýr španělského původu Agustín de Betancourt. Ten pověřil vypracováním návrhu Spaso-preobraženského chrámu význačného architekta francouzského původu Augusta Ricarda de Montferrand, který je mj. autorem katedrály svatého Izáka v Petrohradu. Výstavba byla dokončena roku 1822.
Ikony pro chrám namaloval italský umělec Torricelli v evropském duchu, kvůli čemuž se mnozí trhovci odmítali před zdejším ikonostasem modlit - ikony totiž zobrazovaly obnažené části těl. Mnozí věřící si proto nosili do chrámu své vlastní ikony. Samotný ikonostas byl zhotoven podle návrhu ruského architekta Vasilije Petroviče Stasova v klasicistním stylu.
Vzhledem k tomu, že jarmark se konal pouze jeden měsíc jedenkrát za rok, byl tento chrám podřízen Spaso-preobraženskému chrámu (nedochoval se) v areálu Nižněnovgorodského kremlu, odkud sem byly na období jarmarku přinášeny ikony a jiné potřebné vybavení.
Budova chrámu byla postavena za hlavním jarmarečním domem na hlavní ose jarmarku. Samotná budova byla založena na náspu, který ovšem postupně narušovaly podzemní vody a povodně. Statika budovy tím byla vážně narušena a ve stěnách se objevily praskliny. Na konci 19. století proto musela být provedena velká rekonstrukce, završená v roce 1888. Zvonice chrámu musela být v roce 1899 rozebrána a postavena znovu (1906).
Po bolševické revoluci byl objekt přeměněn na sklad, administrativní část přestavěna na byty a zvonice stržena. Církvi byl navrácen v roce 1989.
V roce 2009 byla před chrámem instalována dvoumetrová socha anděla jako pomník občanů Nižního Novgorodu, kteří zemřeli při likvidaci následků havárie černobylské jaderné elektrárny.

## Galerie

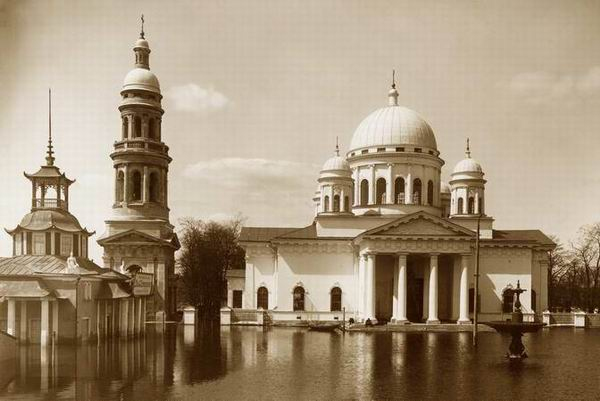
Povodeň na počátku 20. století
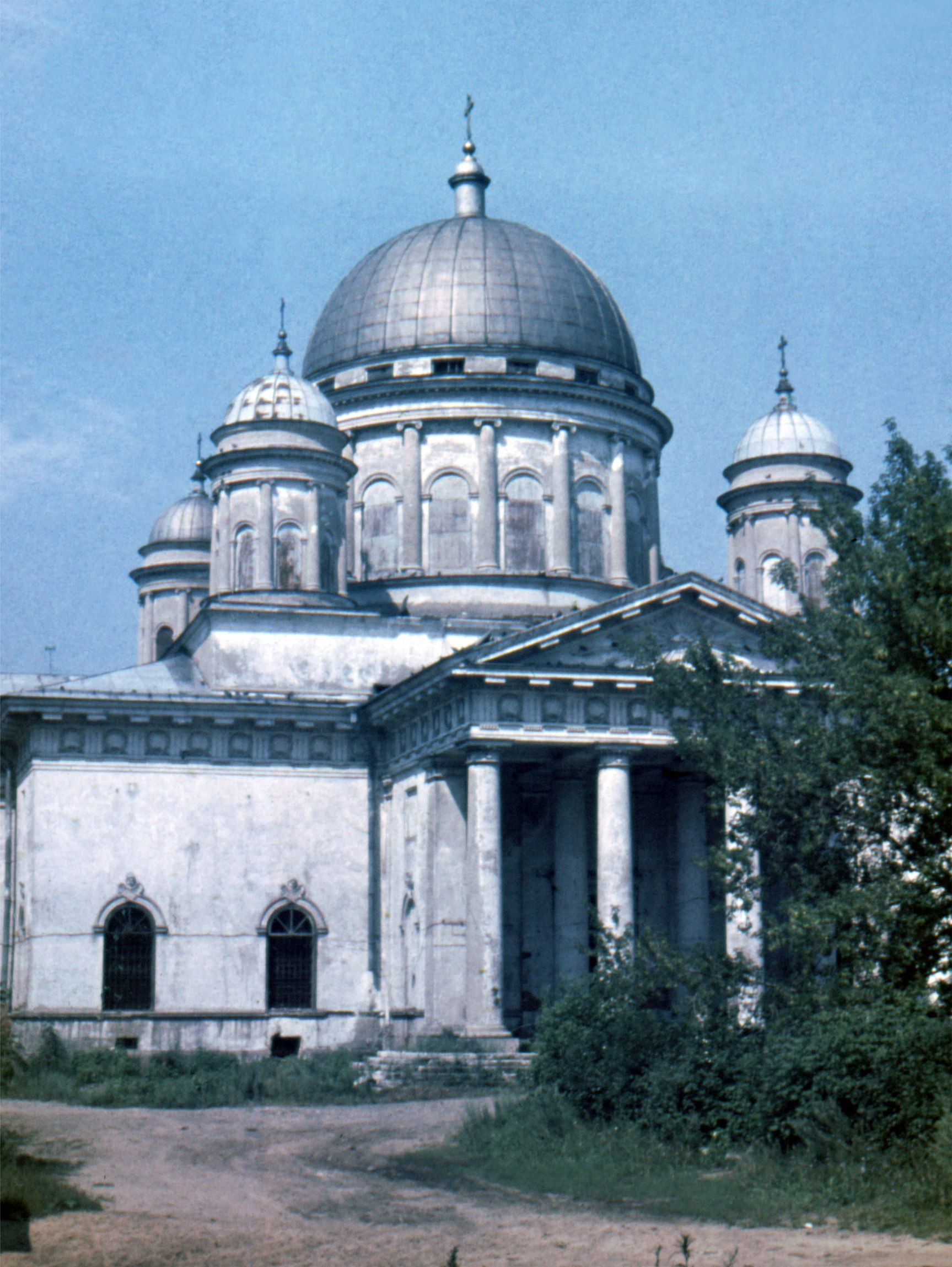
Chrám v 80. letech 20. století
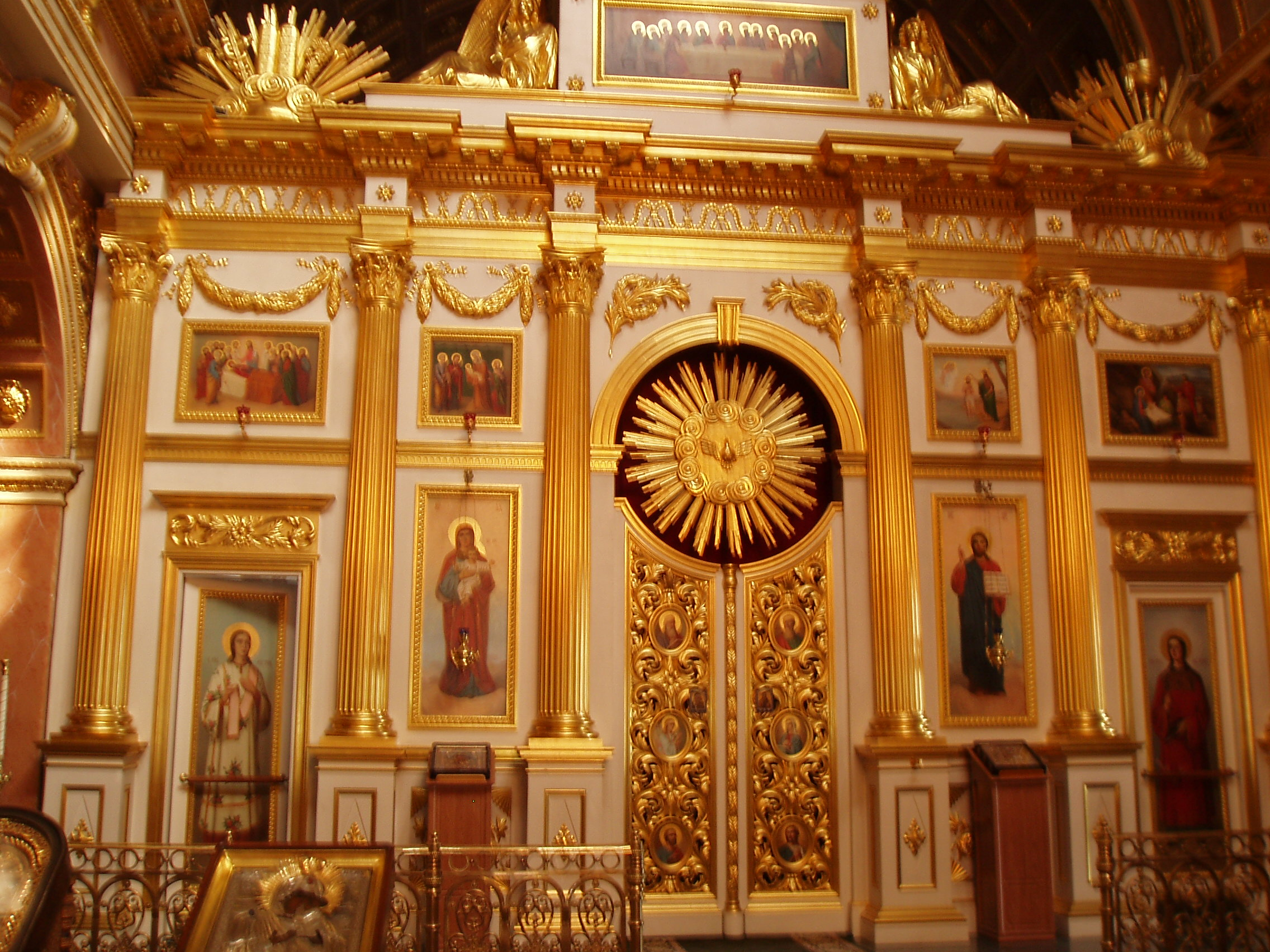
Ikonostas
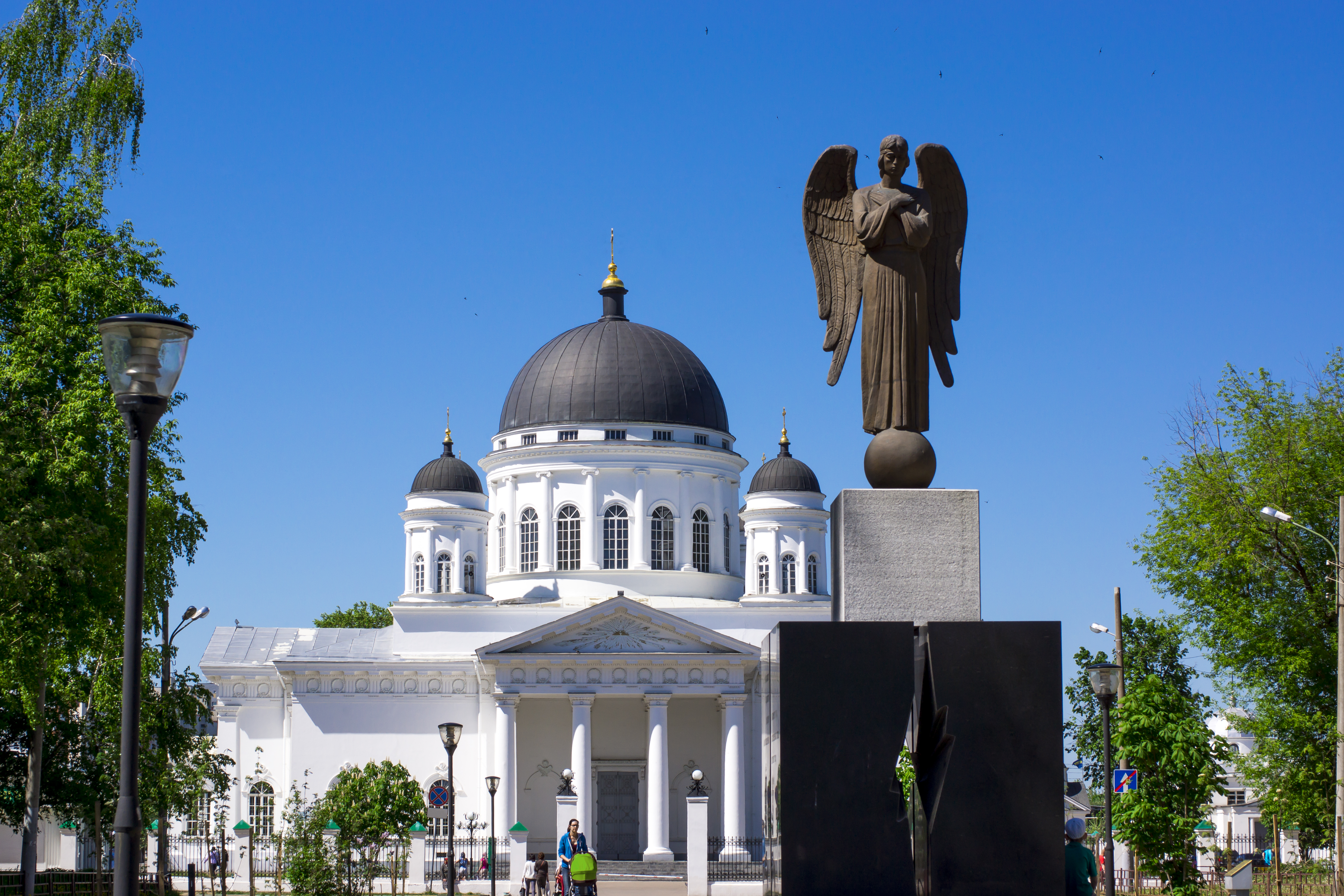
Pomník nižněnovgorodským obětem černobylské havárie
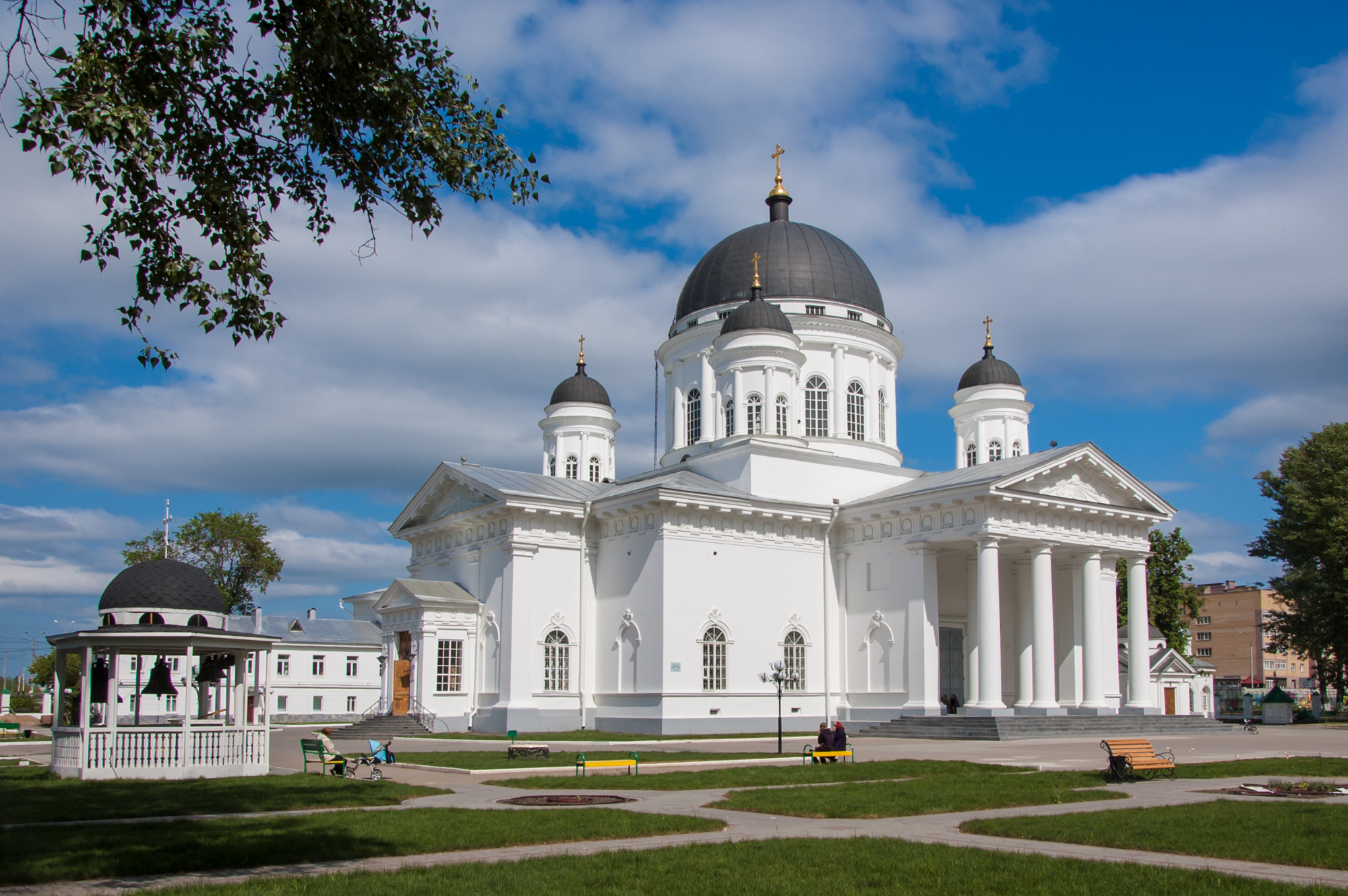